# Бантин, Крейг
Крейг Ба́нтин (англ. Craig Buntin; род. 27 мая 1980 года в Северном Ванкувере, Канада) — канадский фигурист, выступавший в парном катании. С Мэган Дюамель они серебряные призёры чемпионата Канады 2009 года и бронзовые медалисты чемпионата четырёх континентов 2010.
За свою карьеру Крейг Бантин сменил множество партнёрш. Наиболее продолжительное время он выступал в паре с Валери Марку, с которой был трёхкратным чемпионом Канады (2004—2006 годы) и бронзовым призёром чемпионата Четырёх континентов 2004 года.
Завершил карьеру в 2010 году.

## Карьера
С Шанталь Пуарье Крейг был чемпионом Канады среди юниоров в 2000 году. Самое долгое партнёрство Бантина, с Валери Марку, началось в 2002 году. С ней в паре Крейг три раза подряд становился чемпионом Канады (2004—2006 годы). Вскоре после завершения сезона 2006—2007 Марку объявила о завершении любительской спортивной карьеры.
7 июня 2007 года было объявлено, что Крейг Бантин будет выступать с Мэган Дюамель.
В сезоне 2008—2009 пара завоевала бронзовые медали одного из этапов Гран-при «Trophee Eric Bompard», несмотря на то, что во время выполнения параллельного сальхова Крейг поранил руку о лезвие конька Дюамель и выступал с забинтованной рукой. В этом же сезоне они стали вторыми на национальном первенстве, а на чемпионате Четырёх континентов — 4-ми.
Заняли третье место на чемпионате Канады 2010 года и не вошли в сборную на Олимпиаду в Ванкувере. По окончании сезона Крейг принял решение завершить карьеру.

## Спортивные достижения
(с Дюамель)
| Соревнования                        | 2007—2008 | 2008—2009 | 2009—2010 |
| ----------------------------------- | --------- | --------- | --------- |
| Чемпионаты мира                     | 6         | 8         |           |
| Чемпионаты Четырёх континентов      |           | 4         | 3         |
| Чемпионаты Канады                   | 3         | 2         | 3         |
| Этапы Гран-при:Cup of China         |           |           | 4         |
| Этапы Гран-при:Trophee Eric Bompard |           | 3         |           |
| Этапы Гран-при:Skate America        |           | 4         | WD        |
| Этапы Гран-при:Skate Canada         | 6         |           |           |
| Nebelhorn Trophy                    | 2         |           |           |

- WD = снялись с соревнований

(с Марку)
| Соревнования                        | 2002—2003 | 2003—2004 | 2004—2005 | 2005—2006 | 2006—2007 |
| ----------------------------------- | --------- | --------- | --------- | --------- | --------- |
| Зимние Олимпийские игры             |           |           |           | 11        |           |
| Чемпионаты мира                     |           | 9         | 9         | 5         | 6         |
| Чемпионаты Четырёх континентов      |           | 3         |           |           | 4         |
| Чемпионаты Канады                   | 4         | 1         | 1         | 1         | 2         |
| Финалы Гран-при                     |           |           |           |           | 5         |
| Этапы Гран-при:Skate Canada         | 6         | 7         | 5         | 3         | 3         |
| Этапы Гран-при:NHK Trophy           |           |           |           |           | 3         |
| Этапы Гран-при:Cup of China         |           |           | 3         |           | 4         |
| Этапы Гран-при:Trophee Eric Bompard |           |           |           | 3         |           |
| Этапы Гран-при:Cup of Russia        | 7         | 4         |           |           |           |
| Bofrost Cup                         |           | 1         | 2         |           |           |
| Nebelhorn Trophy                    | 1         |           |           |           |           |

(с Лауэр)
| Соревнования      | 2000—2001 |
| ----------------- | --------- |
| Чемпионаты Канады | 6J.       |

(с Пуарье)
| Соревнования                      | 1999—2000 |
| --------------------------------- | --------- |
| Чемпионаты мира среди юниоров     | 8         |
| Чемпионаты Канады                 | 1J.       |
| Финалы юниорского Гран-при        | 6         |
| Этапы юниорского Гран-при, Япония | 2         |
| Этапы юниорского Гран-при, Канада | 1         |

- J = юниорский уровень

(с Кэнг)
| Соревнования      | 1998—1999 |
| ----------------- | --------- |
| Чемпионаты Канады | 11N.      |

(с Шейллер)
| Соревнования      | 1996—1997 | 1997—1998 |
| ----------------- | --------- | --------- |
| Чемпионаты Канады | 14N.      | 8N.       |

- N = уровень «новичок»